# Stefan Ivanov Kozuharov
Stefan Ivanov Kožuharov (translitera al idioma búlgaro Стефан Иванов Кожухаров ( 1933 - 1997) fue un botánico búlgaro. Realizó extensas recolecciones de la flora de Bulgaria, encontrándose duplicados de sus especímenes en Royal Botanic Gardens, Kew (K). Desarrolló actividades académicas en el Instituto de Botánica, en la Academia Búlgara de Ciencias

## Algunas publicaciones
- stefan ivanov Kožuharov, ana v. Petrova. 1974. IOPB Chromosome numbers reports XLIV. Taxon 23:373-380

### Libros
- daki Jordanov, stefan Kozuharov. 1982. Flora Reipublicae Popularis Bulgaricae. Volumen 8. Editor in aedibus Academiae Scientiarum Bulgaricae

- La abreviatura «Kožuharov o Kozuharov» se emplea para indicar a Stefan Ivanov Kozuharov como autoridad en la descripción y clasificación científica de los vegetales.[3]